# Caterina Cornaro (ópera)
Caterina Cornaro ossia La Regina di Cipro (Catalina Cornaro o La reina de Chipre) es una tragedia lírica, u ópera, en un prólogo y dos actos con música de Gaetano Donizetti sobre el libreto en italiano de Giacomo Sacchèro, basado en el libreto de Jules-Henri Vernoy de Saint-Georges para la ópera La reine de Chypre (1841) de Halévy. Se basa en la vida de Catalina Cornaro (1454 - 1510), reina de Chipre de 1474 a 1489. Se estrenó en el Teatro San Carlos, Nápoles el 18 de enero de 1844.

## Historia
Después del éxito de Linda di Chamounix, Caterina Cornaro fue encargada por Bartolomeo Merelli, empresario del Kaertnerthortheater en Viena, y se compuso en parte en 1842, justo antes de Don Pasquale, y terminado durante el verano siguiente. Los vieneses se dieron cuenta de que el mismo tema había sido musicada el año precedente por Franz Paul Lachner y se canceló el estreno. Donizetti se dedicó a Maria di Rohan, estrenada en el Theater am Kärntnertor en junio de 1843, y buscó un teatro adecuado para Caterina. Dos meses después del triunfo de Dom Sébastien en París, Caterina fue abucheada en el Teatro San Carlo de Nápoles. 
En el invierno de 1844-45, Donizetti se dedicó a una revisión que proporcionó un final diferente. La nueva versión fue presentada en Parma en febrero de 1845, con Marianna Barbieri-Nini en el rol titular. Fue la última de las óperas de Donizetti estrenadas en vida del autor.
Una reposición contemporánea tuvo lugar en el Teatro San Carlos de Nápoles en 1972, con Leyla Gencer, Renato Bruson y Giacomo Aragall. Gencer cantó una versión de concierto al año siguiente en el Carnegie Hall, Nueva York. El mismo año, Montserrat Caballé cantó Caterina en París en la Salle Pleyel y siguió con interpretaciones de concierto en Londres, Barcelona y Niza, algunas de las cuales se han conservado grabadas. 
Esta ópera rara vez se representa en la actualidad; en las estadísticas de Operabase Archivado el 14 de mayo de 2017 en Wayback Machine. aparece con sólo 1 representación en el período 2005-2010.

## Personajes
| Personaje                                 | Tesitura     | Reparto del estreno, 1 de enero de 1844 (Director: - ) |
| ----------------------------------------- | ------------ | ------------------------------------------------------ |
| Caterina Cornaro, noble veneciana         | soprano      | Fanny Goldberg                                         |
| Matilde, dama de Caterina                 | mezzosoprano | Anna Salvetti                                          |
| Gerardo, prometido de Caterina            | tenor        | Gaetano Fraschini                                      |
| Lusignano, rey de Chipre                  | barítono     | Filippo Coletti                                        |
| Mocenigo, miembro del Consejo de los Diez | bajo         | Nicola Benevento                                       |
| Andrea Cornaro, padre de Caterina         | bajo         | Marco Arati                                            |
| Strozzi, esbirro de Mocenigo              | tenor        | Anafesto Rossi                                         |
| Un caballero del rey                      | tenor        | Domenico Ceci                                          |